# 2030 Belyaev
A 2030 Belyaev (ideiglenes jelöléssel 1969 TA2) a Naprendszer kisbolygóövében található aszteroida. Ljudmila Ivanovna Csernih fedezte fel 1969. október 8-án.